# Retata degli anni sessanta
L'espressione retata degli anni sessanta (conosciuta come Sixties Scoop in inglese e rafle des années 60 in francese) si riferisce alla politica promossa dal governo del Canada, durante gli anni 1960, di togliere bambini dei popoli aborigeni alle loro famiglie per darli in affidamento o in adozione. Provincialmente, ogni regione aveva il suo programma e la sua politica specifica di adozione o di affidamento. Per esempio, il Saskatchewan aveva l'Adopt Indian Metis (AIM) Program ("Programma Adotta Métis indiani"). I bambini erano normalmente collocati in adozione o affidamento in Canada, anche se alcuni furono mandati negli Stati Uniti o in Europa occidentale.

## La vicenda

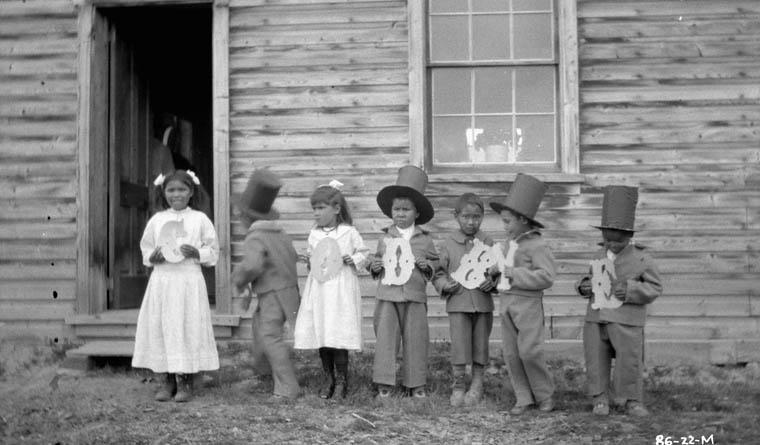
Bambini indiani nella Scuola residenziale indiana di Fort Simpson (Territori del Nord-Ovest), 1922

Il termine Sixties scoop fu coniato da Patrick Johnston nel suo rapporto del 1983 Native Children and the Child Welfare System ("I bambini nativi e il Sistema di assistenza per l'infanzia"). È una variazione del termine Baby Scoop Era ("Era delle retate di bimbi"), che si riferisce al periodo dalla fine degli anni 1950 agli anni 1980 quando moltissimi bambini furono tolti alle loro famiglie per essere dati in adozione. Tuttavia, da allora in poi, la pratica ripetuta di togliere bambini indigeni, inuit e métis alle loro famiglie per darli in affidamento o in adozione è denominata Millennium Scoop ("Retata del millennio").
Si stima che 20.000 bambini aborigeni furono tolti alle loro familglie e affidati o fatti adottare principalmente a famiglie bianche della classe media, alcuni all'interno del Canada e altri negli Stati Uniti o nell'Europa occidentale.
Questa politica governativa fu interrotta a metà degli anni 1980, dopo che i capi dell'Ontario approvarono risoluzioni contro di essa e un'inchiesta giudiziaria del Manitoba la condannò aspramente. Questa inchiesta giudiziaria fu diretta dal giudice Edwin Kimelman, che pubblicò il File Review Report. Report of the Review Committee on Indian and Métis Adoptions and Placements ("Rapporto sulla revisione dei fascicoli. Rapporto del Comitato di revisione sulle adozioni e i collocamenti indiani e métis"), cui seguì un rapporto finale, intitolato No Quiet Place ("Non è un posto tranquillo", noto anche come Rapporto Kimelman).

## Conseguenze
Due azioni legali sono state intentate in Canada da ex minori del Sixties Scoop, con ulteriori azioni collettive pianificate, una nell'Ontario nel 2010, e una nella Columbia Britannica nel 2011.
Il governo del Manitoba fu il primo fra tutte le province canadesi a presentare scuse ufficiali alle vittime aborigene nel giugno 2015, seguito dal Saskatchewan.
All'inizio dell'ottobre 2017, il governo del Canada ha annunciato di voler risarcire le vittime della retata, prevedendo di versare a tal fine circa 800 milioni di dollari. Migliaia di Autoctoni vittime della "retata degli anni 1960" potrebbero ricevere da 25.000 a 50.000 dollari di indennizzo..
A fine maggio 2021 sono stati trovati i resti di 215 corpi sotto una delle scuole in cui i figli e le figlie dei popoli nativi venivano rinchiusi per cancellare le loro tradizioni. Tra il 1863 e il 1998, 150.000 bambini furono strappati alle famiglie dal governo canadese; abusati e denutriti, molti sarebbero morti di stenti.